# Dracula chiroptera
Dracula chiroptera är en orkidéart som beskrevs av Carlyle August Luer och Malo. Dracula chiroptera ingår i släktet Dracula och familjen orkidéer. Inga underarter finns listade i Catalogue of Life.